# Lourdes Benedicto
Lourdes Benedicto (Brooklyn, 12 de novembro de 1974) é uma atriz norte-americana, conhecida por interpretar Eva Rios no seriado The Nine, e por seu papel como Alicia Lawson na série Cashmere Mafia.
Participou também dos seriados NYPD Blue, ER, Dawson's Creek e 24 Horas como Carrie Turner.
Lourdes se formou na Universidade Carnegie Mellon em Pittsburgh, Pensilvânia.